# Trichoderma
Trichoderma és un gènere de fongs present en tots els sòls, on són els fongs prevalents en cultiu cel·lular. Moltes espècies són simbionts que no són virulents.

## Taxonomia
N'hi ha 89. Hypocrea són teleomorfs de Trichoderma els quals tenen Hypocrea com anamorfs.
Les espècies de Trichoderma inclouen:
- Trichoderma aggressivum
- Trichoderma asperellum
- Trichoderma atroviride
- Trichoderma aureoviride
- Trichoderma austrokoningii
- Trichoderma brevicompactum
- Trichoderma candidum
- Trichoderma caribbaeum var. aequatoriale
- Trichoderma caribbaeum var. caribbaeum
- Trichoderma catoptron
- Trichoderma cremeum
- Trichoderma ceramicum
- Trichoderma cerinum
- Trichoderma chlorosporum
- Trichoderma chromospermum
- Trichoderma cinnamomeum
- Trichoderma citrinoviride
- Trichoderma crassum
- Trichoderma cremeum
- Trichoderma dingleyeae
- Trichoderma dorotheae
- Trichoderma effusum
- Trichoderma erinaceum
- Trichoderma estonicum
- Trichoderma fertile
- Trichoderma gelatinosus
- Trichoderma ghanense
- Trichoderma hamatum
- Trichoderma harzianum
- Trichoderma helicum
- Trichoderma intricatum
- Trichoderma konilangbra
- Trichoderma koningii
- Trichoderma koningiopsis
- Trichoderma longibrachiatum
- Trichoderma longipile
- Trichoderma minutisporum
- Trichoderma oblongisporum
- Trichoderma ovalisporum
- Trichoderma petersenii
- Trichoderma phyllostahydis
- Trichoderma piluliferum
- Trichoderma pleuroticola
- Trichoderma pleurotum
- Trichoderma polysporum
- Trichoderma pseudokoningii
- Trichoderma pubescens
- Trichoderma reesei
- Trichoderma rogersonii
- Trichoderma rossicum
- Trichoderma saturnisporum
- Trichoderma sinensis
- Trichoderma sinuosum
- Trichoderma sp. MA 3642
- Trichoderma sp. PPRI 3559
- Trichoderma spirale
- Trichoderma stramineum
- Trichoderma strigosum
- Trichoderma stromaticum
- Trichoderma surrotundum
- Trichoderma taiwanense
- Trichoderma thailandicum
- Trichoderma thelephoricolum
- Trichoderma theobromicola
- Trichoderma tomentosum
- Trichoderma velutinum
- Trichoderma virens
- Trichoderma viride
- Trichoderma viridescens

## Característiques
Els seus cultius són de ràpid creixement a 25-30 °C, però pot ser que no creixin a 35 °C.

## Hàbitat

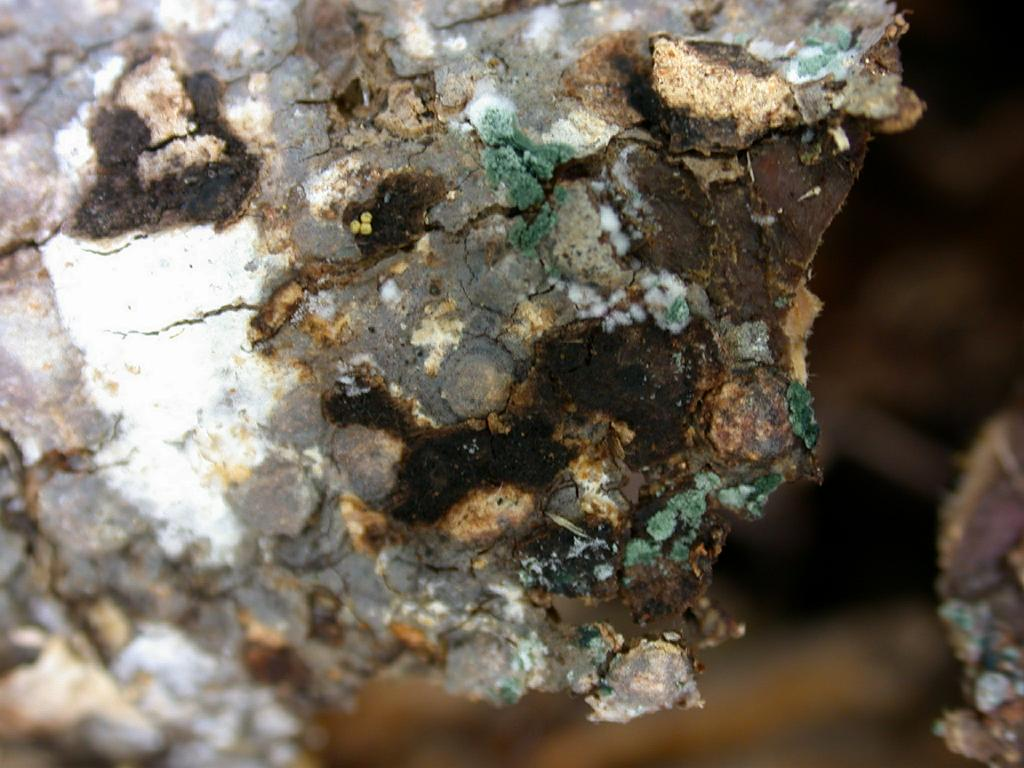
Colònia de Trichoderma a la natura

Les espècies de Trichoderma sovint s'aïllen de sòls agrícoles a totes les latituds. Els embres de Hypocrea es troben amb freqüència a l'escorça o la fusta descorticada però algunes espècies creixen en fongs suport (per exemple H. pulvinata), Exidis (H. sulphurea) o fongs de nius d'ocells (H. latizonata) o agàrics (H. avellanea).

## Agent de control biològic
Diverses soques de Trichoderma s'han desenvolupat per control biològic contra malalties de fongs en les plantes. Els diversos mecanismes inclouen antibiosi, parasitisme, resistència induïda, i competició. Molts agents de biocontrol són les espècies T. harzianum, T. viride i T. hamatum.

## Ús industrial
Trichoderma, produeix molts enzims i, per cultiu, se'n poden fer a nivell industrial. * T. reesei per a produir cel·lulasa i hemicel·lulasa.
- T. longibratum per a produir xilanasa.[5]
- T. harzianum per fer quitinasa.[6]